# Lao màng não
Lao màng não, hay còn được gọi là viêm màng não do lao là một loại viêm màng não hiếm gặp do trực khuẩn lao (Mycobacterium tuberculosis) gây ra ở màng não — một hệ thống màng bao bọc hệ thần kinh trung ương.

## Các dấu hiệu và triệu chứng
Triệu chứng cơ bản của lao màng não là sốt và nhức đầu. Bệnh tiến triển nặng khi người bệnh gặp triệu chứng như lú lẫn, rồi sau đó là hôn mê khi tiên lượng bệnh trở nên xấu hơn. Có khoảng 1/5 người mắc bệnh lao màng não không có triệu chứng viêm màng não. Ngoài ra bệnh nhân cũng có thể gặp phải những thiếu sót thần kinh cục bộ.

## Nguyên nhân
Nguyên nhân gây ra bệnh lao màng não là do trực khuẩn lao tạo ra những ổ viêm tập trung nơi đáy não. Việc vùng dưới nhện thân não bị viêm kéo theo các dây thần kinh sọ bị ảnh hưởng theo. Vì vậy người mắc bệnh sẽ có một số triệu chứng giống với những thương tổn chiếm chỗ (đột qụy, xuất huyết dưới nhện, choáng).
Bệnh lao màng não lây lan qua đường máu, có lẽ là do trực khuẩn lao đã vượt qua hàng rào máu não. Bên cạnh đó, có nhiều bệnh nhân mắc lao màng não do vỡ các ổ chứa trực khuẩn lao ở não. Cũng có bệnh nhân mắc lao màng não do vỡ ổ trực khuẩn lao ở cột sống.

## Sinh lý bệnh học
Sinh lý bệnh học của lao màng não có liên quan đến sự xâm nhập của trực khuẩn lao vào nhu mô não, tạo ra các ổ nhỏ li ti dưới màng mềm não. Những ổ này (được gọi là rich focus), bị hoại tử và lan rộng ra khi các nhóm trực khuẩn bên trong chúng nhân lên, làm vỡ các khối u lao trong khoang dưới nhện, từ đó gây viêm màng não.

## Chẩn đoán

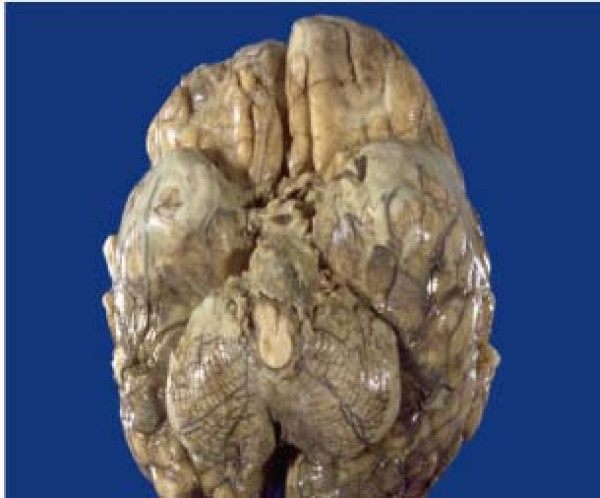
Não của một người bị mắc lao màng não, với đặc trưng là phù não và sung huyết

Việc chẩn đoán bệnh lao màng não được thực hiện bằng cách phân tích dịch não tủy lấy từ quá trình chọc dò thắt lưng. Khi lấy dịch não tủy để xét nghiệm bệnh lao màng não, nên lấy tối thiểu 1 ml dịch (tốt nhất là 5 đến 10ml). Dịch não tủy người bệnh thường có hàm lượng protein cao, glucose thấp và số lượng tế bào lympho tăng đột biến. Thỉnh thoảng có thể nhìn thấy trực khuẩn kháng acid trong dịch não tủy, tuy nhiên phổ biến hơn là trực khuẩn lao được nuôi cấy. Bên cạnh đó có thể tìm thấy một cục máu đông hình nhện trong dịch não tủy (đây là đặc điểm của bệnh lao màng não), tuy nhiên điều này hiếm khi xảy ra. Xét nghiệm ELISPOT không hữu ích để chẩn đoán lao màng não và thường cho ra kết quả âm tính giả, tuy nhiên kết quả này có thể trở thành dương tính khi người bệnh bắt đầu quá trình điều trị.

### Kiểm tra khuếch đại axit nucleic (NAAT)
Đây là một nhóm xét nghiệm sử dụng phản ứng chuỗi polymerase (PCR) để phát hiện axit nucleic của vi khuẩn. Phương pháp này khác nhau về trình tự axit nucleic và độ chính xác giữa chúng. Hai xét nghiệm thương mại phổ biến nhất là xét nghiệm AMTD/Gen-Probe và Amplicor. Vào năm 2007, một bài đánh giá đưa ra kết luận rằng tỉ lệ chẩn đoán lao màng não của xét nghiệm AMTD là "tốt nhất" với độ nhạy 74% và độ đặc hiệu lên đến 98%. Họ cũng nhận thấy rằng tỷ lệ người mắc bệnh lao màng não là 29%.

## Điều trị
Người bệnh lao màng não phải dùng thuốc trong 12 tháng. Trong hai tháng đầu, người bệnh sử dụng thuốc isoniazid, rifampicin, pyrazinamide và ethambutol và trong 10 tháng còn lại thì người bệnh dùng isoniazid và rifampicin. Steroid giúp giảm nguy cơ tử vong ở những người không nhiễm HIV và có thể được sử dụng trong sáu tuần đầu điều trị bệnh. Một số người có thể được dùng thêm thuốc điều hòa miễn dịch như thalidomide. Có 1/3 số người mắc lao màng não bị biến chứng sang não úng thủy. Việc bổ sung aspirin có thể làm giảm một vài biến chứng như nhồi máu, từ đó trì hoãn hoặc giảm thiểu khả năng tử vong.